# Факултет по хуманитарни науки, Карлов университет
Факултетът по хуманитарни науки е факултет на Карловия университет в Прага, Чехия. Неговият основен фокус са хуманитарните науки и социалната и културна антропология, включително етномузикологията. Разположен в Libeň, Прага 8, факултетът има 240 преподаватели и около 2500 студенти.

## История
Факултетът по хуманитарни науки е най-младият факултет на Карловия университет. Основан като Институт за либерално образование (на чешки: Institutu základů vzdělanosti) през 1994 г., факултетът придоби пълна академична автономия през 2000 г.
Първият декан на факултета е бившият министър на Министерството на образованието, младежта и спорта Ян Сокол. Сокол се кандидатира за президент на Чешката република на изборите през 2003 г., но губи от Вацлав Клаус. Той беше заменен през 2007 г. от Ладислав Беньовски. Настоящият действащ декан е Мари Петова.
През 2013 г. чешкият президент Милош Земан отказа да одобри професорството на антрополога Мартин К. Путна във факултета за участието на Путна в Пражкия гей парад през 2011 г. 
През 2013 г. чешкият президент Милош Земан отказа да одобри професорството на антрополога Мартин С. Путна във факултета за участието на Путна в Пражкия гей парад през 2011 г. След много протести от академични и по-широки кръгове Земан капитулира. Путна беше назначена от министъра на образованието Петр Фиала през юни 2013 г.

## Галерия
- Стара сграда
- Нова сграда
- Jan Sokol
- L. Benyovszky
- Martin C. Putna